# Alt det som ingen ser
"Alt det som ingen ser" (tradução portuguesa: "Todas a as coisas que ninguém vê") foi a canção que representou a Dinamarca no Festival Eurovisão da Canção 1992, interpretada em dinamarquês por Kenny Lübcke & Lotte Nilsson. (Informações em diggiloo.net.. Foi a décima-oitava canção a ser interpretada na noite do festival, a seguir à canção irlandesa "Why Me?, interpretada por Linda Martin e antes da canção italiana "Rapsodia", cantada por Linda Martini. A canção dinamarquesa terminou a competição em 12.º lugar, com 47 pontos. Informações em diggiloo.net.

## Autores
A canção tinha letra e música de Carsten Warming e foi orquestrada por Henrik Krogsgaard. (Informações em diggiloo.net.

## Letra
A canção é escrita como um diálogo entre duas pessoas numa festa. A rapariga encontra-se ali sozinha com o namorado e ambos chegam à conclusão que ambos deixar aquela festa, porque "todas as coisas que ninguém vê, não são assuntos para tratar com os outros". (Letra em diggiloo.net.)

## Versões
O duo gravou também esta canção em inglês, com o título "Anybody's baby". Informações em diggiloo.net.